# Llista d'asteroides/178001-178100
| Nom           | Designació provisional | Data de descobriment   | Lloc de descobriment | Descobridor/s       |
| ------------- | ---------------------- | ---------------------- | -------------------- | ------------------- |
| 178001 -      | 2006 QK120             | 29 d'agost de 2006     | Catalina             | CSS                 |
| 178002 -      | 2006 QR122             | 29 d'agost de 2006     | Catalina             | CSS                 |
| 178003 -      | 2006 QV125             | 16 d'agost de 2006     | Palomar              | NEAT                |
| 178004 -      | 2006 QK127             | 16 d'agost de 2006     | Siding Spring        | SSS                 |
| 178005 -      | 2006 QD128             | 17 d'agost de 2006     | Palomar              | NEAT                |
| 178006 -      | 2006 QH135             | 27 d'agost de 2006     | Anderson Mesa        | LONEOS              |
| 178007 -      | 2006 QX136             | 16 d'agost de 2006     | Palomar              | NEAT                |
| 178008 Picard | 2006 QQ137             | 30 d'agost de 2006     | Saint-Sulpice        | B. Christophe       |
| 178009 -      | 2006 QC146             | 18 d'agost de 2006     | Kitt Peak            | Spacewatch          |
| 178010 -      | 2006 QJ149             | 18 d'agost de 2006     | Kitt Peak            | Spacewatch          |
| 178011 -      | 2006 QC162             | 20 d'agost de 2006     | Kitt Peak            | Spacewatch          |
| 178012 -      | 2006 QY163             | 29 d'agost de 2006     | Catalina             | CSS                 |
| 178013 -      | 2006 QP166             | 29 d'agost de 2006     | Anderson Mesa        | LONEOS              |
| 178014 -      | 2006 RG                | 1 de setembre de 2006  | Ottmarsheim          | C. Rinner           |
| 178015 -      | 2006 RW3               | 12 de setembre de 2006 | Catalina             | CSS                 |
| 178016 -      | 2006 RU6               | 14 de setembre de 2006 | Catalina             | CSS                 |
| 178017 -      | 2006 RH8               | 12 de setembre de 2006 | Catalina             | CSS                 |
| 178018 -      | 2006 RN8               | 12 de setembre de 2006 | Catalina             | CSS                 |
| 178019 -      | 2006 RC9               | 12 de setembre de 2006 | Catalina             | CSS                 |
| 178020 -      | 2006 RL16              | 14 de setembre de 2006 | Palomar              | NEAT                |
| 178021 -      | 2006 RX19              | 15 de setembre de 2006 | Kitt Peak            | Spacewatch          |
| 178022 -      | 2006 RE22              | 15 de setembre de 2006 | Palomar              | NEAT                |
| 178023 -      | 2006 RZ26              | 14 de setembre de 2006 | Catalina             | CSS                 |
| 178024 -      | 2006 RU30              | 15 de setembre de 2006 | Kitt Peak            | Spacewatch          |
| 178025 -      | 2006 RN31              | 15 de setembre de 2006 | Kitt Peak            | Spacewatch          |
| 178026 -      | 2006 RU34              | 13 de setembre de 2006 | Palomar              | NEAT                |
| 178027 -      | 2006 RF41              | 14 de setembre de 2006 | Catalina             | CSS                 |
| 178028 -      | 2006 RO44              | 14 de setembre de 2006 | Kitt Peak            | Spacewatch          |
| 178029 -      | 2006 RC48              | 14 de setembre de 2006 | Catalina             | CSS                 |
| 178030 -      | 2006 RA50              | 14 de setembre de 2006 | Kitt Peak            | Spacewatch          |
| 178031 -      | 2006 RG52              | 14 de setembre de 2006 | Kitt Peak            | Spacewatch          |
| 178032 -      | 2006 RY52              | 14 de setembre de 2006 | Kitt Peak            | Spacewatch          |
| 178033 -      | 2006 RR55              | 14 de setembre de 2006 | Kitt Peak            | Spacewatch          |
| 178034 -      | 2006 RT57              | 15 de setembre de 2006 | Kitt Peak            | Spacewatch          |
| 178035 -      | 2006 RG60              | 15 de setembre de 2006 | Kitt Peak            | Spacewatch          |
| 178036 -      | 2006 RW63              | 15 de setembre de 2006 | Catalina             | CSS                 |
| 178037 -      | 2006 RA66              | 14 de setembre de 2006 | Kitt Peak            | Spacewatch          |
| 178038 -      | 2006 RH66              | 14 de setembre de 2006 | Palomar              | NEAT                |
| 178039 -      | 2006 RH68              | 15 de setembre de 2006 | Kitt Peak            | Spacewatch          |
| 178040 -      | 2006 RY69              | 15 de setembre de 2006 | Kitt Peak            | Spacewatch          |
| 178041 -      | 2006 RC75              | 15 de setembre de 2006 | Kitt Peak            | Spacewatch          |
| 178042 -      | 2006 RV77              | 15 de setembre de 2006 | Kitt Peak            | Spacewatch          |
| 178043 -      | 2006 RP91              | 15 de setembre de 2006 | Kitt Peak            | Spacewatch          |
| 178044 -      | 2006 RT92              | 15 de setembre de 2006 | Kitt Peak            | Spacewatch          |
| 178045 -      | 2006 RC93              | 15 de setembre de 2006 | Kitt Peak            | Spacewatch          |
| 178046 -      | 2006 RA94              | 15 de setembre de 2006 | Kitt Peak            | Spacewatch          |
| 178047 -      | 2006 RB95              | 15 de setembre de 2006 | Kitt Peak            | Spacewatch          |
| 178048 -      | 2006 RA97              | 15 de setembre de 2006 | Kitt Peak            | Spacewatch          |
| 178049 -      | 2006 RL99              | 14 de setembre de 2006 | Kitt Peak            | Spacewatch          |
| 178050 -      | 2006 RB105             | 15 de setembre de 2006 | Kitt Peak            | Spacewatch          |
| 178051 -      | 2006 SC5               | 16 de setembre de 2006 | Palomar              | NEAT                |
| 178052 -      | 2006 SY7               | 16 de setembre de 2006 | Socorro              | LINEAR              |
| 178053 -      | 2006 SV11              | 16 de setembre de 2006 | Catalina             | CSS                 |
| 178054 -      | 2006 SM14              | 17 de setembre de 2006 | Catalina             | CSS                 |
| 178055 -      | 2006 SU16              | 17 de setembre de 2006 | Kitt Peak            | Spacewatch          |
| 178056 -      | 2006 SY23              | 18 de setembre de 2006 | Anderson Mesa        | LONEOS              |
| 178057 -      | 2006 SH26              | 16 de setembre de 2006 | Catalina             | CSS                 |
| 178058 -      | 2006 ST29              | 17 de setembre de 2006 | Kitt Peak            | Spacewatch          |
| 178059 -      | 2006 SJ32              | 17 de setembre de 2006 | Kitt Peak            | Spacewatch          |
| 178060 -      | 2006 SN36              | 17 de setembre de 2006 | Anderson Mesa        | LONEOS              |
| 178061 -      | 2006 SR36              | 17 de setembre de 2006 | Anderson Mesa        | LONEOS              |
| 178062 -      | 2006 SN38              | 18 de setembre de 2006 | Kitt Peak            | Spacewatch          |
| 178063 -      | 2006 SN42              | 18 de setembre de 2006 | Anderson Mesa        | LONEOS              |
| 178064 -      | 2006 SB62              | 18 de setembre de 2006 | Catalina             | CSS                 |
| 178065 -      | 2006 SX63              | 20 de setembre de 2006 | Palomar              | NEAT                |
| 178066 -      | 2006 SF64              | 22 de setembre de 2006 | RAS                  | A. Lowe             |
| 178067 -      | 2006 SU71              | 19 de setembre de 2006 | Kitt Peak            | Spacewatch          |
| 178068 -      | 2006 SY76              | 20 de setembre de 2006 | Socorro              | LINEAR              |
| 178069 -      | 2006 SN90              | 18 de setembre de 2006 | Kitt Peak            | Spacewatch          |
| 178070 -      | 2006 SC92              | 18 de setembre de 2006 | Kitt Peak            | Spacewatch          |
| 178071 -      | 2006 SA96              | 18 de setembre de 2006 | Kitt Peak            | Spacewatch          |
| 178072 -      | 2006 SX97              | 18 de setembre de 2006 | Kitt Peak            | Spacewatch          |
| 178073 -      | 2006 SH98              | 18 de setembre de 2006 | Kitt Peak            | Spacewatch          |
| 178074 -      | 2006 SG104             | 19 de setembre de 2006 | Kitt Peak            | Spacewatch          |
| 178075 -      | 2006 SE112             | 22 de setembre de 2006 | Catalina             | CSS                 |
| 178076 -      | 2006 SV117             | 24 de setembre de 2006 | Kitt Peak            | Spacewatch          |
| 178077 -      | 2006 ST127             | 24 de setembre de 2006 | Anderson Mesa        | LONEOS              |
| 178078 -      | 2006 SF131             | 25 de setembre de 2006 | RAS                  | A. Lowe             |
| 178079 -      | 2006 SJ131             | 25 de setembre de 2006 | Desert Moon          | B. L. Stevens       |
| 178080 -      | 2006 SL152             | 19 de setembre de 2006 | Kitt Peak            | Spacewatch          |
| 178081 -      | 2006 SM157             | 23 de setembre de 2006 | Kitt Peak            | Spacewatch          |
| 178082 -      | 2006 SG160             | 23 de setembre de 2006 | Kitt Peak            | Spacewatch          |
| 178083 -      | 2006 SR168             | 25 de setembre de 2006 | Kitt Peak            | Spacewatch          |
| 178084 -      | 2006 SP170             | 25 de setembre de 2006 | Kitt Peak            | Spacewatch          |
| 178085 -      | 2006 ST178             | 25 de setembre de 2006 | Mount Lemmon         | Mount Lemmon Survey |
| 178086 -      | 2006 SZ192             | 26 de setembre de 2006 | Mount Lemmon         | Mount Lemmon Survey |
| 178087 -      | 2006 SY196             | 26 de setembre de 2006 | Catalina             | CSS                 |
| 178088 -      | 2006 SY197             | 27 de setembre de 2006 | Jarnac               | Jarnac              |
| 178089 -      | 2006 SY199             | 24 de setembre de 2006 | Kitt Peak            | Spacewatch          |
| 178090 -      | 2006 SO212             | 26 de setembre de 2006 | Kitt Peak            | Spacewatch          |
| 178091 -      | 2006 SB213             | 26 de setembre de 2006 | Catalina             | CSS                 |
| 178092 -      | 2006 SD213             | 26 de setembre de 2006 | Catalina             | CSS                 |
| 178093 -      | 2006 SP214             | 27 de setembre de 2006 | Kitt Peak            | Spacewatch          |
| 178094 -      | 2006 SS218             | 29 de setembre de 2006 | Kitami               | K. Endate           |
| 178095 -      | 2006 SD221             | 25 de setembre de 2006 | Mount Lemmon         | Mount Lemmon Survey |
| 178096 -      | 2006 SY227             | 26 de setembre de 2006 | Kitt Peak            | Spacewatch          |
| 178097 -      | 2006 SL230             | 26 de setembre de 2006 | Socorro              | LINEAR              |
| 178098 -      | 2006 SK231             | 26 de setembre de 2006 | Kitt Peak            | Spacewatch          |
| 178099 -      | 2006 SZ235             | 26 de setembre de 2006 | Socorro              | LINEAR              |
| 178100 -      | 2006 SP251             | 26 de setembre de 2006 | Kitt Peak            | Spacewatch          |